# Bunium badachschanicum
Bunium badachschanicum là một loài thực vật có hoa trong họ Hoa tán. Loài này được Kamelin mô tả khoa học đầu tiên năm 1977.